# Тьерра-де-Асторга
Тьерра-де-Асторга (исп. Tierra de Astorga)  — историческая область и  район (комарка) в Испании, находится в провинции Леон.

## Муниципалитеты
1. Асторга
2. Брасуэло
3. Валь-де-Сан-Лоренсо
4. Вальдеррей
5. Вильягатон
6. Вильямехиль
7. Вильяобиспо
8. Кинтана-де-Кастильо
9. Луйего
10. Лусильо
11. Магас-де-Сепеда
12. Сан-Хусто-де-ла-Вега
13. Санта-Колома-де-Сомоса
14. Сантиягомильяс